# 175-я гвардейская бригада управления
175-я гвардейская Лунинецко-Пинская ордена Александра Невского, дважды ордена Красной Звезды бригада управления (сокр. 175 бру, в/ч 01957) — тактическое соединение Войск связи Вооружённых сил Российской Федерации.
Формирование входит в состав Южного военного округа. Пункт постоянной дислокации — г. Аксай Ростовской области.

## История
Соединение изначально было сформировано в 1941 году как 106-й отдельный полк связи в городе Бугульма. В годы Великой Отечественной войны находился в составе 61-й армии РККА.
106-й полк СКВО свои регалии получил от 106-го отдельного Пинского ордена Красной Звезды полка связи и 239-го отдельного линейного Лунинецкого орденов Александра Невского и Красной Звезды батальона связи.
В 1992 году 106-й отдельный Лунинецко-Пинский ордена Александра Невского и дважды ордена Красной Звезды полк связи переформирован в 175-ю бригаду связи (узловую). В 2009 году переформирована в бригаду управления.
22 июня 2023 года указом Президента Российской Федерации бригаде присвоено почетное наименование «гвардейская».

## Описание
Бригада управления выполняет специальные задачи по организации видеотрансляции и видеоконференции между органами военного управления и штабом военного округа. Занимается организацией связи на цифровых и УКВ-радиостанциях Р-166-0,5, радиорелейными Р-419МП «Андромеда-Д», тропосферных и спутниковых станциях и комплексах, в том числе на мобильном комплексе связи П-260Т «Редут-2УС», в условиях действия средств радиоэлектронной борьбы условного противника.